# Halvvägstjärnen (Vilhelmina socken, Lappland)
Halvvägstjärnen är en sjö i Vilhelmina kommun i Lappland och ingår i Ångermanälvens huvudavrinningsområde. Halvvägstjärnen ligger i Marsfjället Natura 2000-område.